# Dick Higgins
Dick Higgins, nome completo Richard Carter Higgins (Cambridge, 15 marzo 1938 – Québec, 25 ottobre 1998), è stato un poeta e compositore inglese naturalizzato statunitense.
Si occupò dei fenomeni di interrelazione tra le arti fin dal 1957.

## Biografia
Studiò con il compositore John Cage e nel 1961 entrò a far parte del gruppo Fluxus, movimento di avanguardia per il quale l'opera d'arte è un evento totale che ingloba in sé tutte le discipline possibili, annullando le differenze tra poesia, musica, pittura, scultura e teatro.

## Carriera
Nel 1963 fondò la casa editrice Something Else Press, che si distinse per la promozione di opere sperimentali.
Nello stesso periodo elaborò il concetto di "intermedium", che egli riferì a quelle forme espressive in cui le diverse discipline artistiche si intrecciano in una struttura unica e inscindibile. Tale concetto è messo a punto nel 1965 in un famoso saggio intitolato Intermedia, pubblicato nella rivista "Something Else Newsletter" (vol. 1, nº 1, Something Else Press, Inc.).
Higgins, artista e studioso infaticabile, usò i più diversi mezzi espressivi. Propose performance, concerti, esposizioni; collaborò a numerose riviste d'arte e di letteratura; tenne conferenze e seminari di studio; pubblicò una cinquantina di libri. Tra i suoi lavori, tutti di stampo fortemente sperimentale, figurano anche opere di poesia sonora e di poesia visuale. Alla storia di quest'ultima dedicò alcuni importanti studi, tra i quali spicca il volume Pattern Poetry. Guide to an Unknown Literature (State University of New York Press, Albany 1987).

## Opere
- D. Higgins, Classic palys, Unpublished Editions, Barton, Vermont and New York, New York, 1976
- D. Higgins, Everyone has sher favorite (his or her), Unpublished Editions, Barton, Vermont and New York, New York, 1977
- D. Higgins, George Herbert's Pattern Poems: In Their Tradition, Unpublished Editions, West Glover, Vermont and New York, New York, 1977
- D. Higgins, Some recent snowflakes (and other things), Printed Editions, West Glover, Vermont and New York, New York, 1979
- D. Higgins, Horizons, Southern Illinois University Press, Carbondale, 1984
- D. Higgins, Poems plain & fancy, Station Hill Press, Inc., Barrytown, New York, 1986
- D.Higgins, Pattern Poetry. Guide to an Unknown Literature, State University of New York Press, Albany, 1987

### In italiano
- D. Higgins, Spartiti figurali e pattern poetry, in "La Taverna di Auerbach", n. 1, 1987
- D. Higgins, Alle origini della poesia sonora. Dall'armonia imitativa alla glossolalia, in "La Taverna di Auerbach", nn. 5, 6, 7, 8, 1989-1990
- Peterlini P. (a cura di), Dick Higgins, Intermedia e altri scritti teorici, Abscondita, Milano, 2024, ISBN 9791254722046